# 清溪縣 (洪化)
清溪縣，清朝时吳周政权设置的县。 
吳三桂孫吳世璠洪化三年（康熙二十年，1681年），在江津縣筍溪河之中咀置縣。